# Adoretus bhutanensis
Adoretus bhutanensis är en skalbaggsart som beskrevs av Frey 1975. Adoretus bhutanensis ingår i släktet Adoretus och familjen Rutelidae. Inga underarter finns listade i Catalogue of Life.